# Lowiaceae

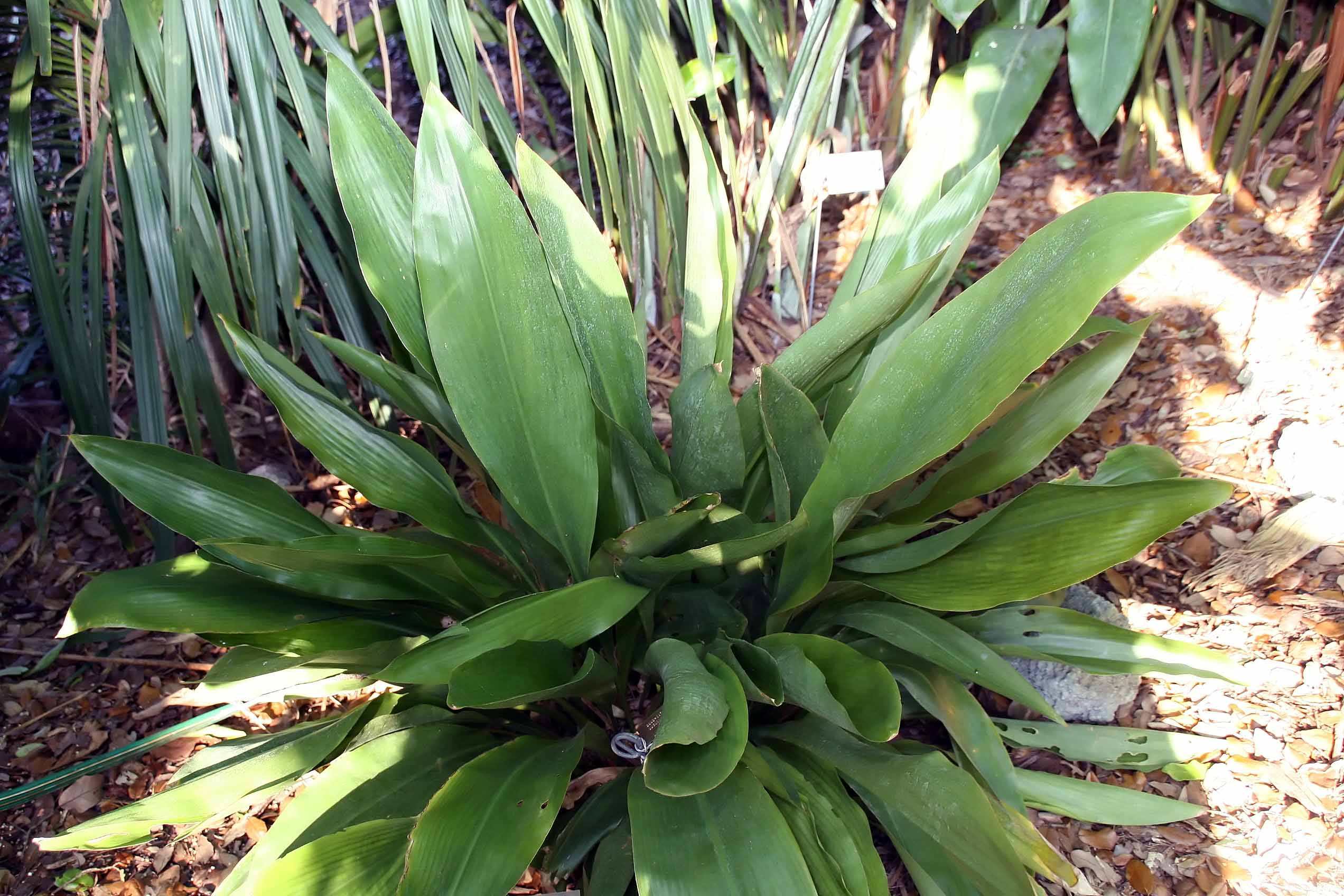
Orchidantha fimbriata

Lowiaceae – monotypowa rodzina roślin jednoliściennych z jednym rodzajem Orchidantha. Do rodzaju należą 32 gatunki. Zasięg geograficzny rodzaju obejmuje obszar od południowych Chin poprzez Półwysep Indochiński do Borneo w południowo-wschodniej Azji. Rośliny te rosną w runie nizinnych lasów tropikalnych, zwykle nad strumieniami i przy wodospadach, porastają także czasem poręby po wycince lasu.
Rośliny te bywają uprawiane jako ozdobne, zwłaszcza Orchidantha maxillarioides spotykana jest często w europejskich szklarniach. Liście Orchidantha fimbriata są wykorzystywane do owijania żywności. Roślina stosowana jest także jako lecznicza przy bólach klatki piersiowej i pleców.

## Morfologia
PokrójNagie byliny o sympodialnych kłączach pokrytych łuskami i rosnących pionowo lub poziomo, z bardzo skróconymi łodygami.
LiścieOdziomkowe, wyrastają dwurzędowo. Blaszka u dołu zwężona w ogonek liściowy z pochwiastą nasadą, poza tym lancetowata do eliptycznej, całobrzega, z użyłkowaniem, w pąku zwinięta.
KwiatyObupłciowe, podobne do kwiatów storczyków, ale pachną nieprzyjemnie. Skupione są po kilka w gęste lub luźne kwiatostany wierzchotkowe wyrastające w kątach liści. Okwiat tworzy 6 listków wyrastających w dwóch okółkach. Wewnętrzny okółek składa się z dwóch niewielkich listków, często ościsto zakończonych i jednego większego, tworzącego warżkę kształtu owalnego lub łopatkowatego. Trzy listki zewnętrznego okółka są wąskie, u dołu zrośnięte w rurkę. Pręcików jest 5 (jeden jest zredukowany), są one wolne, ich nitki są krótkie i przylegają do nasady listków okwiatu, a pylniki otwierają się podłużnymi pęknięciami. Zalążnia dolna, trójkomorowa, z licznymi, anatropowymi zalążkami z dwuwarstwowym integumentem. Smukła szyjka słupka rozszerza się na końcu i zwieńczona jest trzema okazałymi łatkami znamion, całobrzegimi, wcinanymi lub postrzępionymi.
OwocePodłużne torebki, na szczycie z dzióbkiem, wysychające po dojrzeniu, otwierające się trzema klapami i zawierające liczne nasiona. Nasiona są kuliste do gruszkowatych, owłosione, z trójczęściową osnówką i skrobią, jako substancją zapasową.

## Systematyka
Pozycja systematyczna rodziny według Angiosperm Phylogeny Website (aktualizowany system APG IV z 2016)
Klad okrytonasienne, klad jednoliścienne (monocots), rząd imbirowce (Zingiberales), rodzina Costaaceae. Rodzina Lowiaceae stanowi grupę siostrzaną dla strelicjowatych (Streliziaceae):
|  | helikoniowate Heliconiaceae                                               |
|  |                                                                           |
|  | \| \| strelicjowate Streliziaceae \| \| \| \| \| \| Lowiaceae \| \| \| \| |
|  |                                                                           |
|  | strelicjowate Streliziaceae                                               |
|  |                                                                           |
|  | Lowiaceae                                                                 |
|  |                                                                           |

|  | strelicjowate Streliziaceae |
|  |                             |
|  | Lowiaceae                   |
|  |                             |

|  | paciorecznikowate Cannaceae |
|  |                             |
|  | marantowate Marantaceae     |
|  |                             |

|  | imbirowate Zingiberaceae |
|  |                          |
|  | kostowcowate Costaceae   |
|  |                          |

|  | paciorecznikowate Cannaceae |
|  |                             |
|  | marantowate Marantaceae     |
|  |                             |

|  | imbirowate Zingiberaceae |
|  |                          |
|  | kostowcowate Costaceae   |
|  |                          |

|  | helikoniowate Heliconiaceae                                               |
|  |                                                                           |
|  | \| \| strelicjowate Streliziaceae \| \| \| \| \| \| Lowiaceae \| \| \| \| |
|  |                                                                           |
|  | strelicjowate Streliziaceae                                               |
|  |                                                                           |
|  | Lowiaceae                                                                 |
|  |                                                                           |

|  | strelicjowate Streliziaceae |
|  |                             |
|  | Lowiaceae                   |
|  |                             |

|  | paciorecznikowate Cannaceae |
|  |                             |
|  | marantowate Marantaceae     |
|  |                             |

|  | imbirowate Zingiberaceae |
|  |                          |
|  | kostowcowate Costaceae   |
|  |                          |

|  | paciorecznikowate Cannaceae |
|  |                             |
|  | marantowate Marantaceae     |
|  |                             |

|  | imbirowate Zingiberaceae |
|  |                          |
|  | kostowcowate Costaceae   |
|  |                          |

|  | helikoniowate Heliconiaceae                                               |
|  |                                                                           |
|  | \| \| strelicjowate Streliziaceae \| \| \| \| \| \| Lowiaceae \| \| \| \| |
|  |                                                                           |
|  | strelicjowate Streliziaceae                                               |
|  |                                                                           |
|  | Lowiaceae                                                                 |
|  |                                                                           |

|  | strelicjowate Streliziaceae |
|  |                             |
|  | Lowiaceae                   |
|  |                             |

|  | paciorecznikowate Cannaceae |
|  |                             |
|  | marantowate Marantaceae     |
|  |                             |

|  | imbirowate Zingiberaceae |
|  |                          |
|  | kostowcowate Costaceae   |
|  |                          |

|  | paciorecznikowate Cannaceae |
|  |                             |
|  | marantowate Marantaceae     |
|  |                             |

|  | imbirowate Zingiberaceae |
|  |                          |
|  | kostowcowate Costaceae   |
|  |                          |

|  | helikoniowate Heliconiaceae                                               |
|  |                                                                           |
|  | \| \| strelicjowate Streliziaceae \| \| \| \| \| \| Lowiaceae \| \| \| \| |
|  |                                                                           |
|  | strelicjowate Streliziaceae                                               |
|  |                                                                           |
|  | Lowiaceae                                                                 |
|  |                                                                           |

|  | strelicjowate Streliziaceae |
|  |                             |
|  | Lowiaceae                   |
|  |                             |

|  | paciorecznikowate Cannaceae |
|  |                             |
|  | marantowate Marantaceae     |
|  |                             |

|  | imbirowate Zingiberaceae |
|  |                          |
|  | kostowcowate Costaceae   |
|  |                          |

|  | paciorecznikowate Cannaceae |
|  |                             |
|  | marantowate Marantaceae     |
|  |                             |

|  | imbirowate Zingiberaceae |
|  |                          |
|  | kostowcowate Costaceae   |
|  |                          |

Podział systematyczny
- Orchidantha anthracina H.Ð.Trần, Luu & Škorničk.
- Orchidantha borneensis N.E.Br.
- Orchidantha chinensis T.L.Wu
- Orchidantha crassinervia P.Zou & X.A.Cai
- Orchidantha fimbriata Holttum
- Orchidantha foetida Jenjitt. & K.Larsen
- Orchidantha gigantea Škorničk. & A.Lamb
- Orchidantha grandiflora Mood & L.B.Pedersen
- Orchidantha holttumii K.Larsen
- Orchidantha inouei Nagam. & S.Sakai
- Orchidantha insularis T.L.Wu
- Orchidantha ismailii Škorničk. & A.Lamb
- Orchidantha jiewhoei Škorničk. & A.Lamb
- Orchidantha laotica K.Larsen
- Orchidantha lengguanii Škorničk.
- Orchidantha longiflora (Scort.) Ridl.
- Orchidantha lutescens Škorničk. & A.Lamb
- Orchidantha maxillarioides (Ridl.) K.Schum.
- Orchidantha megalantha Škorničk. & A.D.Poulsen
- Orchidantha micrantha Škorničk. & A.D.Poulsen
- Orchidantha nilusii Škorničk. & A.Lamb
- Orchidantha quadricolor L.B.Pedersen & A.Lamb
- Orchidantha ranchanensis Syauqina & Meekiong
- Orchidantha sabahensis A.Lamb & L.B.Pedersen
- Orchidantha sarawakensis Syauqina & Meekiong
- Orchidantha siamensis K.Larsen
- Orchidantha stercorea H.Ð.Tran & Škorničk.
- Orchidantha suratii L.B.Pedersen, J.Linton & A.Lamb
- Orchidantha ultramafica Škorničk. & A.Lamb
- Orchidantha vietnamica K.Larsen
- Orchidantha virosa Škorničk. & Q.B.Nguyen
- Orchidantha yunnanensis P.Zou, C.F.Xiao & Škorničk.